# Plectranthias elongatus
Plectranthias elongatus är en fiskart som beskrevs av Wu, Randall och Chen 2011. Plectranthias elongatus ingår i släktet Plectranthias och familjen havsabborrfiskar. Inga underarter finns listade i Catalogue of Life.